# American - That's All
Pour plus de détails, voir Fiche technique et Distribution.
American - That's All est un film américain réalisé par Arthur Rosson, sorti en 1917.

## Synopsis
Ichabod Boggs, le roi du pickles aux États-Unis, se donne des airs aristocratiques et voudrait que son fils Monte, qui a fait ses études à Harvard, épouse une vraie noble anglaise. Peu d'accord avec les valeurs de son père, Monte quitte la maison et va épouser Hazel, une danseuse. Avec l’héritage (5 000 $) d'Hazel, les jeunes mariés prennent le contrôle du marché du vinaigre, ingrédient indispensable pour les pickles. Hazel accepte de vendre son vinaigre à son beau-père pour 60 000 $. Ichabod reconnaît alors les qualités de sa belle-fille et abandonne ses visées aristocratiques.

## Fiche technique
- Titre original : American - That's All
- Réalisation : Arthur Rosson, assisté de Richard Rosson
- Scénario : Robert Shirley
- Photographie : Roy F. Overbaugh
- Production : Allan Dwan
- Société de production : Triangle Film Corporation
- Société de distribution : Triangle Distributing Corporation
- Pays de production :  États-Unis
- Langue originale : anglais américain
- Format : noir et blanc — 35 mm — 1,37:1 — Film muet
- Genre : Comédie
- Durée : 50 minutes
- Date de sortie : 
  - États-Unis : 3 juin 1917

## Distribution
- Jack Devereaux : Monte Boggs
- Winifred Allen : Hazel Stanley
- Walter Walker : Ichabod Boggs
- Blanche Davenport : Mme Boggs
- John Raymond : Sa Grace
- Charles Mussett : le maître d'hôtel
- Georges Renavent : le salonnard
- Miss Cummins : Lady Vere de Vere